# Sweet Home (漫画)
『Sweet Home』（スウィートホーム）は、やまぶき綾による日本の4コマ漫画作品。芳文社の月刊4コマ漫画雑誌『まんがタイムきらら』にて2008年4月号から2010年12月号まで連載された。

## 作品概要
2人の姉と同居する倉賀伊織のもとに、彼の許婚と名乗る少女・酒井陽向が現れる。伊織と陽向、そして2人の姉の同居生活を描く、ラブコメ作品。

## 登場人物
倉賀 伊織（くらが いおり）
2人の姉と同居している高校生。眼鏡をかけている。
陽向が現れて以来、陽向と姉たちとの関係に頭を悩ませる毎日。
料理や裁縫など、家事が得意で手先も器用である。
酒井 陽向（さかい ひなた）
伊織の許婚として現れた少女。
実は伊織の幼馴染みであり、かつて伊織と結婚の約束をしたことを覚えている。
伊織のことは好きであるが、男性に触れると攻撃してしまう癖があるため、伊織との距離はなかなか縮まらない。
素直な性格だが天然の傾向がある。手先は不器用。
倉賀 和奏（くらが わかな）
伊織の下の姉。
体格が小さく、今でも小学生に間違われるほど。
伊織のことを気にしており、伊織と陽向が仲のよさそうな素振りを見せると嫉妬する。
倉賀 葉澄（くらが はすみ）
伊織の上の姉。学校では生徒会長を務める。
和奏とは対照的にスタイルが良く、同性からも異性からも人気である。
和奏と同様にブラコンであるが、周囲には隠している。
新谷 奈々（しんたに なな）
伊織と陽向の同級生。
伊織や陽向、和奏をからかうのが好きで、特に和奏には嫌われている。
発言内容がやや変態的。
七瀬
和奏の同級生の生徒会役員。
会長の葉澄に近づく男子生徒たちに頭を悩ませている。

## 書誌情報等

### 単行本
やまぶき綾『Sweet Home』 芳文社〈まんがタイムKRコミックス〉全2巻
1. 第1巻（2009年9月27日発売[1] 2009年10月11日初版発行） ISBN 978-4-8322-7848-6
2. 第2巻（2010年12月25日発売[2] 2011年1月8日初版発行）ISBN 978-4-8322-7975-9